# Myriam Beach
Myriam Beach Lobos (Santiago, 31 de marzo de 1936) es una arquitecta, académica y paisajista chilena. Es reconocida por ser una de las primeras arquitectas en incorporar la noción del paisaje al diseño arquitectónico en Chile. Ha participado en el diseño de grandes parques urbanos en la ciudad de Santiago, como la rehabilitación del Parque O'Higgins (1971), el Parque André Jarlán en la comuna de Pedro Aguirre Cerda (1997), y el Parque Bicentenario de Cerrillos (2011).

## Biografía
Es la hija mayor del matrimonio entre Guillermo Beach y María Lobos. Su padre, de origen anglosajón, fue diseñador gráfico y publicista.
En 1953 entró a estudiar arquitectura en la Universidad Católica. Allí conoció al también arquitecto Alberto Montealegre, con quien contrajo matrimonio en 1961. En 1971 ambos fundaron la oficina Montealegre Beach Arquitectos.
Tiene 4 hijos: los arquitectos Alberto y Javier, Paz (diseñadora), y la urbanista, académica y columnista Pía Montealegre.

## Trayectoria profesional

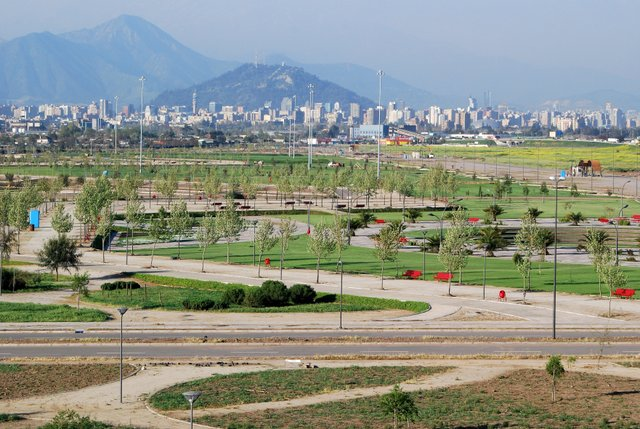
El Parque Bicentenario de Cerrillos es una de las últimas obras de la arquitecta y paisajista. Imagen de 2013

Desde muy temprano en su carrera mostró interés por la temática del paisaje y su vínculo con el diseño arquitectónico. Su seminario de título de 1960 se llamó Antecedentes para la arquitectura paisajista.
En 1971 se integró al equipo de arquitectos encargados de rediseñar el entonces Parque Cousiño, un proyecto que se desarrolló durante el gobierno de Salvador Allende. En esa misma época asumió en la directiva del Club de Jardines de Chile, cargo en el que se mantuvo hasta 1972.
En 1989 cofundó el Instituto Chileno de Arquitectos Paisajistas (ICHAP), institución a la que aún pertenece.
Como parte de su trabajo como arquitecta ha estado involucrada en el diseño de diferentes proyectos de carácter público, como la fase 1 y la ampliación del aeropuerto internacional de Santiago, el estadio Sánchez Rumoroso de Coquimbo y una serie de estaciones de la línea 4A del Metro de Santiago. Su trabajo más relevante está relacionado con el diseño de parques urbano públicos. Su obra incluye los diseños del parque Mapuhue de La Pintana (1996), el parque Bernardo Leighton (ex Las Américas) en Estación Central (1996), el parque Santa Mónica en Recoleta, el parque André Jarlán (1997) y el parque Bicentenario de Cerrillos (2011)
También ha teorizado y escrito acerca del concepto del parque público en Chile y sus definiciones.

## Reconocimientos
Su trabajo en el área del paisaje fue recopilado y reconocido en la publicación Arquitectura del Paisaje en Chile. Hacia un quehacer contemporáneo (2009) de Fulvio Rossetti.
En 2023 su nombre y obra fueron parte de la muestra Entre líneas. Veinte voces influyentes en la historia de la arquitectura en Chile y que buscaba visibilizar el trabajo de las mujeres en la arquitectura moderna en el país.

## Obras
- Parque O'Higgins (rehabilitación) (1971)
- Parque Mapuhue (La Pintana) (1996)
- Parque Bernardo Leighton (ex Las Américas) (Estación Central) (1996)
- Parque Santa Mónica (Recoleta) (1996)
- Parque André Jarlán (PAC) (1997)
- Parque Bicentenario (Cerrillos) (2011)

## Publicaciones
- «Parque público urbano: Sus elementos de diseño» (1996). En: Revista ARQ (34).[7]
- «El Parque Portal Bicentenario en Santiago de Chile» (2007). En: Revista de Urbanismo, N°16, Santiago de Chile.[8]